# Велчинец (Калараський район)
Велчинец (рум. Vălcineț) — село у Калараському районі Молдови. Утворює окрему комуну. 
Біля села розташована пам'ятка природи «Рипа-луй-Тофан».

## Населення
За даними перепису населення 2004 року у селі проживали 4165 осіб.
Національний склад населення села:
| Національність       | Кількість осіб | Відсоток   |
| -------------------- | -------------- | ---------- |
| молдавани румуни     | 3956 173       | 95,0% 4,2% |
| цигани               | 20             | 0,5%       |
| українці             | 7              | 0,2%       |
| росіяни              | 7              | 0,2%       |
| поляки               | 1              | < 0,1%     |
| інша / без відповіді | 1              | < 0,1%     |
| Всього               | 4165           | 100%       |